# 螢火蟲日記
《螢火蟲日記》是日本一軟體開發，於2014年6月19日在PlayStation Vita平台發售的恐怖動作冒險遊戲，並於隔年2月24日發售英文版。後於2016年5月19日在Steam上發售PC版本。目前暫無中文版。

名字「htoL#NiQ」是取日文「-ホタルノニッキ-」的發音（hotaru no nikki）變形而來的。

## 故事
9999年12月31日

在廢墟深深的底部，一間破舊的小屋中，米翁醒了過來，她不知道自己身處何處，也不曉得自己為何出現在此，藉由爾然遇見的兩隻螢火蟲的幫助，開始了前往外面世界的冒險。

## 登場角色
米翁（Mion）

在廢墟中醒來並失去記憶的少女，藉由螢火的光芒才能前進。
螢火（Lumen）

帶領著在廢墟中醒來的米翁前往外面世界的螢火蟲，沒有人知道牠幫助米翁的理由和動機到底是什麼。
陰影（Umbra）

米翁在廢墟中冒險時遇到的另一隻螢火蟲，同樣幫助米翁前往外面的世界，不過是個只能在陰影中行動的不可思議存在。

## 外部連結
- 《ホタルノニッキ》官方網站 （页面存档备份，存于）
- 《The Firefly Diary》官方網站 （页面存档备份，存于）